# 腓特烈一世 (巴登)

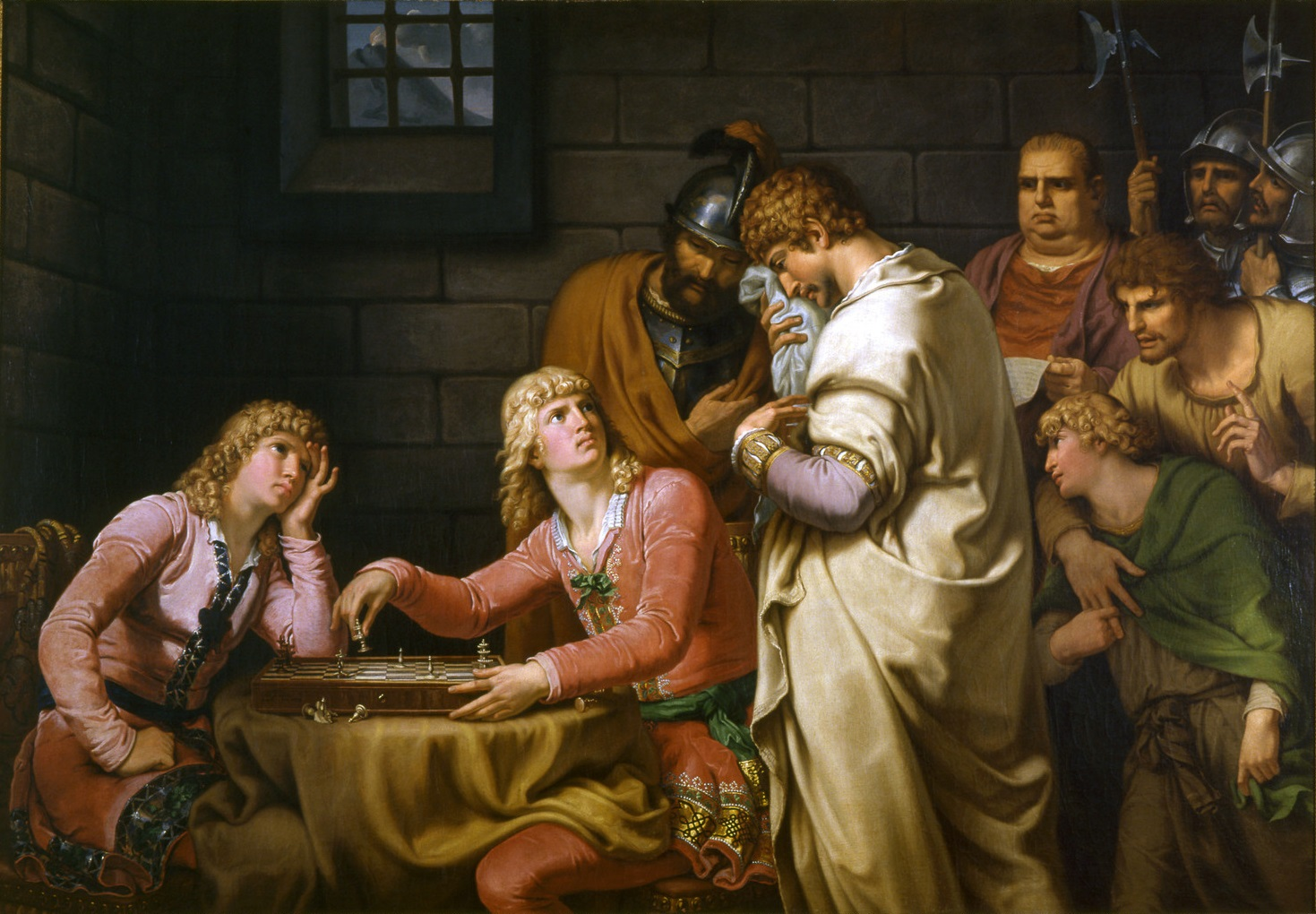
康拉丁和腓特烈一世 (巴登)聽到他們的死刑判決，JHW Tischbein，1784年

腓特烈一世（1249年—1268年10月29日），策林格王朝巴登藩侯（1250年－1268年在位）及奧地利公爵（1250年－1251年在位），他亦是名義上的維羅納藩侯。士瓦本的策林格王朝後代、巴登藩侯赫爾曼六世與妻子格魯迪的唯一兒子。

## 生平
腓特烈一世於1249年出生於奧地利的阿蘭。當奧地利公爵腓特烈二世於1246年6月15日在萊塔河戰役中死，巴本堡王朝最後一名男嗣去世，沒有留下兒子，奧地利因此經歷空位期。1248年，父親赫爾曼六世娶了腓特烈二世的侄女、兄長莫德林公爵亨利的女兒格魯迪後，利用奧地利的小特權規定獲得奧地利的統治權。赫爾曼六世將巴登交給他的弟弟魯道夫一世統治。
但是，當神聖羅馬皇帝腓特烈二世去世後，沒有強而有力的帝國權力的存在去維護他的稱號。雖然他獲得教皇英諾森四世和對立國王荷蘭的威廉的支持，他亦無法戰勝強大的波希米亞國王瓦茨拉夫一世及其兒子奧托卡二世。1250年10月4日，格魯迪被懷疑毒殺赫爾曼六世，並帶她的孩子逃往薩克森的邁森。最後奧托卡二世在赫爾曼六世於1250年去世後被奧地利貴族們擁戴為公爵。為了奧托卡二世可名正言順，瓦茨拉夫一世為他娶了奧地利公爵腓特烈二世的姊姊瑪格麗特，而合法地成為王位請求者，繼承奧地利公國。
年輕的腓特烈一世繼承了他父親的巴登藩侯國，由他的叔叔魯道夫一世為攝政王，並通過他的母親格魯迪成為奧地利公國及施蒂里亞公國的請求者。當奧托卡二世與格魯迪的姑母奧地利的瑪格麗特結婚及遷進奧地利，他不得不流亡別國，起初在施蒂里亞公國，後來到了克恩頓的斯蓬海姆家族王庭。從1266年開始，他自小就在巴伐利亞公爵路易二世宮庭居住與他的朋友羅馬人民的國王康拉德四世的兒子和繼承人－霍亨斯陶芬王朝士瓦本的康拉丁在一起。從康拉丁身上預計得到他恢復權力的支持。
1267年，腓特烈一世做了致命的決定陪同康拉丁到意大利遠征，當1266安茹的查理在貝內文托戰役中殺死康拉丁的叔叔曼弗雷德及已經由羅馬教皇克萊門特四世加冕成為西西里國王後，康拉丁於1268年7月24日進入羅馬，但查理於8月23日在塔利亞科佐擊敗了霍亨斯陶芬王朝軍隊。此後，康拉丁和腓特烈一世於9月8日在逃離時在安濟奧南部的托雷阿斯圖拉時遭到囚禁。安茹的查理與弗蘭吉帕尼家族進行移交俘虜，在那不勒斯蛋堡受到侮辱性監禁，直到於1268年10月29日他們二人在市集廣場公開被斬首。根據傳說，當腓特烈一世和康拉丁在下棋時聽聞死刑判決，兩人面不改色地繼續棋局。
腓特烈一世和康拉丁的遺體起初草草掩埋，但後來轉移到卡米耶聖母教堂，遵守着康拉丁的母親維特爾斯巴赫的伊麗莎白的遺願。
| 腓特烈一世 (巴登) 策林格王朝出生于：1249年逝世於：1268年10月29日 | 腓特烈一世 (巴登) 策林格王朝出生于：1249年逝世於：1268年10月29日 | 腓特烈一世 (巴登) 策林格王朝出生于：1249年逝世於：1268年10月29日 |
| 統治者頭銜                                                       | 統治者頭銜                                                       | 統治者頭銜                                                       |
| ---------------------------------------------------------------- | ---------------------------------------------------------------- | ---------------------------------------------------------------- |
| 前任者： 赫爾曼六世                                              | 奥地利公爵及施蒂里亞公爵 (王位請求者) 1250年－1268年             | 繼任者： 奧托卡二世                                              |
| 前任者： 赫爾曼六世                                              | 巴登藩侯 由叔父魯道夫一世攝政 1250年－1268年                     | 繼任者： 魯道夫一世                                              |